# Cheer球部!
『Cheer球部！』（チアキューブ！）は読者参加企画を中心とする日本のメディアミックスプロジェクト。略称は「ちあたま」。
本項では、メインキャスト10名による声優ユニットのQace（カッセ）についても合わせて記述する。

## 概要
ホビージャパンとバンダイナムコアーツ（ランティス）の共同企画で、ホビージャパンが雑誌連載、ランティスがイメージソングなどの音楽製作をそれぞれ手掛ける。企画のコンセプトは「応援歌×青春球技プロジェクト」とされ、クラブ活動存続の危機を迎えた応援（チアリーディング）・女子野球の2つの部が合併によって難局を乗り越え、地区大会上位を目指す姿を描いていた。
2020年4月25日発売の『月刊ホビージャパン』（以下「HJ」）6月号に予告がプレビュー掲載された後、同年7月22日発売の同誌9月号から連載開始。同日にメインキャラクター10名の声優が発表され、企画の始動当初は内6名をNOW ON AIRのメンバーが演じていた。
2022年3月25日発売のHJ5月号掲載分を以て「第1部完」が発表され、連載を終了した。

## ストーリー
以下の内容はHJ連載による。

### Cheer球部結成編
- HJ2020年9月号 - 2021年5月号

東京・新宿の中心部にあり創立100年以上の伝統を誇る咲武ヶ丘高校は自由闊達な校風で部活動が盛んだが、そんな中で応援部と女子野球部はどちらも部員不足のため廃部の危機に瀕していた。
共に廃部を勧告された応援部長の援川千明と女子野球部長の春原珠希は部を存続させるべく生徒会に直談判するが、その席上で生徒会長の西園寺鞠亜は「応援部と女子野球部を合併し、新しい部を立ち上げる」と言う予想外の裁定を下す。こうして応援部4名と女子野球部6名の計10名により新たに発足した「Cheer球部」は「来る女子高校野球地区大会で開校以来最高の成績を残す」ことを目標に、前途多難な部活動を開始したのであった。

### トップオブダイヤモンド編
- HJ2021年6月号 - 2022年5月号

女子高校野球大会地区予選に向けて野球とチアリーディングの両立を目指し奮闘を重ねていた新生Cheer球部であったが、活動目標であった女子高校野球全国大会が中止されてしまう。
突如として部を襲ったバッドニュースに部員たちは戸惑い、打ちひしがれるが部の生みの親である生徒会長の鞠亜は新たな目標として全国高校歌合戦「トップオブダイヤモンド」へのエントリーを提案した。優勝者への副賞「どんな夢でも叶える」に「女子高校野球全国大会復活」の望みを賭け、Cheer球部の新たな挑戦が始まる。

## 登場人物
キャスト名の NOA は、元NOW ON AIRメンバーであることを表す。

### 咲武ヶ丘高校
咲武ヶ丘高校（しょうがぶおかこうこう）は新宿の中心部にあり、創立から100年以上の伝統を誇る私立の高等学校。自由闊達な校風で部活動が盛んだが、近年では活動実態の不明瞭なクラブや同好会の乱立が問題となっていた。

#### Cheer球部
部員不足で廃部の危機に瀕していた咲武ヶ丘高校応援部と女子野球部が、生徒会長の西園寺鞠亜が下した裁定により合併して新たに誕生したクラブ。チアリーディングチームとしての名称はQace（カッセ）。
援川 千明（えんかわ ちあき）
声 - 伊藤梨花子
2年生。トップオブダイヤモンド（TOD）出場時のチーム内ユニットはHAPPY HAPPY HONEY。
前応援部部長で、Cheer球部でも珠希と共同で部長を務める。昔から困っている人を見ると応援したくなる性分のため応援部に入部したが、部長となった早々に部員不足で廃部の危機に直面し女子野球部との合併を受け入れる。そのため、野球に関しては素人同然の状態でのスタートとなった。
春原 珠希（すのはら たまき）
声 - 田中有紀 NOA
3年生。チーム内ユニットはChiff♡n。
前女子野球部部長で、Cheer球部では千明とのダブル部長。女子野球部時代からエースピッチャーで、最後の公式戦出場となる地区大会に懸けていたが部員不足のため廃部の危機に直面し、応援部との合併を受け入れる。普段は寡黙で、人とは会話よりもキャッチボールを通じて意思疎通を図ろうとする。
水城 アリサ（みずしろ アリサ）
声 - 須藤叶希
2年生。チーム内ユニットはラピスラズリ。
応援部の前副部長で、Cheer球部では伊織と共に引き続き副部長。笑顔が苦手なことを気にしており、チアリーダーとして表情豊かに周囲を盛り立てる千明に憧れて応援部に入部した。
古村 伊織（こむら いおり）
声 - 飯野美紗子 NOA
3年生。チーム内ユニットはラピスラズリ。
女子野球部の前副部長で、Cheer球部でも引き続き副部長を務める。ポジションはキャッチャー。野球観戦とポテトチップスのおまけに付いてくる野球選手のカード集めが趣味で、珠希にとっては幼馴染みにして最大の理解者。
川端 華（かわばた はな）
声 - 鈴木陽斗実 NOA → 戸張琴子
2年生。チーム内ユニットはChiff♡n。
内気な性格を治そうと女子野球部に入り、ピッチャーを志願したがマウンドに立つと緊張で挙動が怪しくなってしまう。「ワラちゃん」と名付けたクアッカワラビーのぬいぐるみを常に持ち歩いている。
当初はNOAの鈴木陽斗実が演じていたが2021年1月から病気療養のため活動を休止したことを受け、3月発売の2nd応援歌ではブックレット掲載のキャストが空欄になっていた。その後、4月24日公開のPVより戸張琴子へのキャスト交代が発表されている。
長宮 小町（ながみや こまち）
声 - 神戸光歩 NOA
2年生。チーム内ユニットはHAPPY HAPPY HONEY。
天才肌で、新しいことに挑戦してもすぐにマスターしてしまうため、どの趣味も長続きしなかったところで、弟が出場した少年野球の試合を観戦して興味を持ち、女子野球部に入部した。
真田 歩（さなだ あゆむ）
声 - 片平美那 NOA
1年生。チーム内ユニットはHAPPY HAPPY HONEY。
何事も即断即決する主義で、入学して最初に部活動の新人勧誘を受けたのが応援部だったと言う理由で入部した。
入野沢 さくら（いりのさわ さくら）
声 - 岩淵桃音 NOA →逢来りん
1年生で、合併後はマネージャーに就任。チーム内ユニットはChiff♡n。
入学当初はバドミントン部に入るつもりだったが、間違えて応援部の部室に入ってしまい、千明の勧誘を断り切れず成り行きで入部した。
当初はNOAの岩淵桃音が演じていたが、アシスタントで出演していたラジオ番組『ちあたま、さくよ！』の第8・9回を体調不良で欠席した後に2021年6月25日付で逢来りんへのキャスト交代が発表されている。
山科 ほたる（やましな ほたる）
声 - 古川未央那
1年生。チーム内ユニットはラピスラズリ。
打球を遠くに飛ばすことを第一に考え、一心不乱にバッティングを追求するストイックな姿勢から、中学生の頃は「教授」と呼ばれていた。
瑞野 磨子（みずの まこ）
声 - 藍本あみ
1年生。チーム内ユニットはHAPPY HAPPY HONEY。
家業がスポーツ用品店で野球用具に詳しく、コレクションを披露するために女子野球部へ入部したが、TODへのエントリー後は音響機器にも興味を示すようになっている。

#### 生徒会
咲武ヶ丘高校生徒会。前年のTODにこのユニット名で参加してSIRIUS**との対戦に勝利したが、結果発表後に審査員が発した一言に激昂して乱闘騒ぎを起こし、反則負けを喫していたことがQaceの2回戦進出時に明かされた。
西園寺 鞠亜（さいおんじ まりあ）
声 - 湯浅かえで
3年生。常識や先例に捉われず「予想が付かないことの方が面白い」と言う考え方から、廃部の危機に瀕していた応援部と女子野球部の合併と言う異例の裁定を下したCheer球部の生みの親。「自分の飼い犬に似ている」と言う理由で千明のことを気に入っている。
橘 カンナ（たちばな カンナ）
声 - 朝日奈丸佳
2年生。中学生の頃から自由に憧れて不良となったが、常に自然体で自由を謳歌する鞠亜と出会って弟子入りを志願し生徒会の一員となった。普段は強面で通っているが鞠亜にだけは頭が上がらず、鞠亜の機嫌を損ねると3日ぐらい落ち込んでしまう。

### トップオブダイヤモンド参加者
全国高校歌合戦「トップオブダイヤモンド」でQaceと対戦する全国の強豪たち。

#### SIRIUS**
前年、前々年度のTOD優勝チーム、SIRIUS**（シリウス）は対照的な性格の2人組ユニット。両名とも煌之星高校の卒業生だが、2年前に初優勝した時の「どんな夢でも叶える」権利行使によって卒業後も連覇を続ける限り特例で大会にエントリー可能とされている。
雪城 亜耶羽（ゆきしろ あやは）
声 - 新田恵海
女子野球の有名選手でもあり、珠希にとっては幼少期に野球を教わった師匠に当たる。その縁から「TODへのエントリーに当たってアドバイスが欲しい」と言う珠希の要請を受けて咲武ヶ丘高校を訪ね、他の部員たちを驚かせた。
紅咲 りお（くれさき りお）
声 - 下地紫野
パワフルな歌唱とアクションで観衆を惹き付ける天賦のトリックスター。生真面目に過ぎる亜耶羽のことを放っておけず、公私にわたり面倒を見ている。

#### Fancy♡Pansy
TODの1回戦でQaceと対戦したFancy♡Pansy（ファンシー・パンジー）は藤すみれ女学園代表チームで、略称はFanPan（ファンパン）。メンバー5名は全員が演劇部所属で学年はみみが1年生、他の4名が2年生。ユリアは千明の幼馴染みで、以前に乃衣と連れ立って千明の家業の豆腐屋でアルバイトをしていたことがある。
城崎 ユリア（きのさき ユリア）
声 - 高柳知葉
佐久間 乃衣（さくま のい）
声 - 駒形友梨
藤井 いぶき（ふじい いぶき）
声 - 陶山恵実里
榛名 潤（はるな じゅん）
声 - 大地葉
高梨 みみ（たかなし みみ）
声 - 髙橋ミナミ

#### 水陸VENUS
TODの2回戦でQaceと対戦することになった水陸VENUS（すいりくヴィーナス）は、墨田区近郊の共学校・あさひ青空高校で部員不足により廃部の危機に瀕していたシンクロ部と合唱部が合併し、新たに結成された「アルティメットコーラス部」所属の4姉妹（万裕と千裕は双子）。
白波瀬 凪々海（しらはせ ななみ）
声 - 周央サンゴ（にじさんじ）
白波瀬 万裕（しらはせ まひろ）
声 - 星咲花那
白波瀬 千裕（しらはせ ちひろ）
声 - 成瀬瑛美
白波瀬 みらん（しらはせ みらん）
声 - 佐々木李子

## Qace
Qace（カッセ）は作中でCheer球部が使用しているチアリーディングチームとしての名義、並びに部員10名を演じるキャストにより構成される声優ユニットの名称。後述の通り、読者参加企画の一環として募集した名称を8点の最終候補から決選投票に諮って決定したものである。1st応援歌の収録はユニット名の決定前だったため、暫定的に作品名の「Cheer球部！」をアーティスト名に代えて使用していた。ユニット名の由来は、提案者の生徒名（ハンドルネーム）「マリンカリン」によると“Q（9、球）、ACE（エース）、応援らしく「かっせ」の読み”とされている。
発表当初は、オフィスPAC所属声優6名で活動していた声優ユニットのNOW ON AIR（NOA）の全員が参加することをアピールポイントの一つとしていた。しかし、前述の通り2021年前半にキャスト2名が相次いで交代した後、同年7月2日を以てNOAの活動休止が発表されたため以降は「NOAを内包するユニット」ではなくなっている。1st応援歌では、収録当時に川端華役だった鈴木陽斗実が歌唱の他にクラリネット演奏で参加していた。
結成初年の2020年から続く新型コロナウイルス感染症の影響もあり、10名全員が揃った有観客でのライブは開催されていない。2020年12月6日に開催したオンラインサイン会は3部制（キャストを3組に分けて2時間交替）が採られ、2021年3月にオンライン開催されたAnimeJapan 2021のステージ「全校応援テレビ」では神戸、片平、古川、藍本の4名が出演した。
HJの連載打ち切りに伴い、ユニットとしての活動は2022年3月30日の「2nd Battle CD」発売を以て事実上終了となった。

### 部員基本データ一覧
- キャストと所属事務所は2021年7月1日時点。標準の順番は公式サイトの紹介順（クレジット順）に基づく。
- 学年、血液型、身長、誕生日、役職（前所属）は『Cheer球部！』劇中におけるキャラクターのものである。

| 紹介順 | 名前/読み                       | キャスト(所属事務所)                  | 学年 | 血液型 | 身長  | 誕生日 | イメージカラー/アイコン | 役職(前所属)            | メドレーユニット  | 備考 |
| ------ | ------------------------------- | ------------------------------------- | ---- | ------ | ----- | ------ | ----------------------- | ----------------------- | ----------------- | ---- |
| 1      | えんかわ ちあき 援川 千明       | 伊藤梨花子 (Breathe Arts)             | 高2  | B型    | 163cm | 7/25   | たこさんウィンナー      | 共同部長 (応援部)       | HAPPY HAPPY HONEY |      |
| 2      | すのはら たまき 春原 珠希       | 田中有紀 (オフィスPAC)                | 高3  | A型    | 152cm | 2/5    | 竹                      | 共同部長 (女子野球部)   | Chiff♡n           |      |
| 3      | みずしろ アリサ 水城 アリサ     | 須藤叶希 (Breathe Arts)               | 高2  | A型    | 168cm | 2/2    | 雪の結晶                | 共同副部長 (応援部)     | ラピスラズリ      |      |
| 4      | こむら いおり 古村 伊織         | 飯野美紗子 (オフィスPAC)              | 高3  | B型    | 162cm | 8/18   | 温泉マーク              | 共同副部長 (女子野球部) | ラピスラズリ      |      |
| 5      | かわばた はな 川端 華           | 戸張琴子 (プロダクション・エース)     | 高2  | A型    | 158cm | 4/8    | ワラビー                | (女子野球部)            | Chiff♡n           |      |
| 6      | ながみや こまち 長宮 小町       | 神戸光歩 (オフィスPAC)                | 高2  | B型    | 159cm | 10/31  | 星                      | (女子野球部)            | HAPPY HAPPY HONEY |      |
| 7      | さなだ あゆむ 真田 歩           | 片平美那 (オフィスPAC)                | 高1  | A型    | 152cm | 6/1    | イノシシ                | (応援部)                | HAPPY HAPPY HONEY |      |
| 8      | いりのさわ さくら 入野沢 さくら | 逢来りん (ホリプロインターナショナル) | 高1  | O型    | 160cm | 3/17   | 桜                      | マネージャー (応援部)   | Chiff♡n           |      |
| 9      | やましな ほたる 山科 ほたる     | 古川未央那 (プロダクション・エース)   | 高1  | A型    | 165cm | 11/24  | フクロウ                | (女子野球部)            | ラピスラズリ      |      |
| 10     | みずの まこ 瑞野 磨子           | 藍本あみ (プロダクション・エース)     | 高1  | O型    | 156cm | 8/9    | グローブ                | (女子野球部)            | HAPPY HAPPY HONEY |      |

1. ↑  2023年6月1日付でヒラタオフィスへ移籍。
2. ↑  正所属は東宝芸能で、声優マネジメントは業務提携によりBreathe Arts準所属。
3. ↑  2022年9月30日付で退所しフリーに。
4. ↑  2021年4月に鈴木陽斗実（オフィスPAC）からキャスト交代。
5. ↑  2024年4月1日付で大沢事務所へ移籍。
6. ↑  2022年3月31日付で退所しフリーに。
7. ↑  2021年6月に岩淵桃音（オフィスPAC）からキャスト交代。

## スタッフ
©︎2020 プロジェクトCheer球部！
- 原作：ホビージャパン、バンダイナムコアーツ
- キャラクターデザイン原案：鳴子ハナハル[3][4]

ステージ衣装デザイン：神威なつき、宮月もそこ
- 連載：月刊ホビージャパン

文芸：安藤紗々
- 音楽：ランティス

## 読者参加企画
連載開始当初からHJ誌上および公式サイトで各種の公募や投票を実施していた。

### ユニット
ユニット名の一次募集は2020年8月25日（HJ10月号発売日）から9月30日まで自由形式により実施され、審査を通過した以下の8案による決選投票形式で行われた（2位以下の順位は非公表）。11月25日に「Qace」に決定したことが発表された。
| 採否 | ユニット名                     | 生徒名（考案者ハンドルネーム） | ユニット名募集時期                                                    | 選出方法                                                              |
| ---- | ------------------------------ | ------------------------------ | --------------------------------------------------------------------- | --------------------------------------------------------------------- |
| Yes  | Qace（カッセ）                 | マリンカリン                   | 一次選考：2020年8月25日 - 9月30日 決選投票：2020年10月24日 - 11月10日 | 一次審査を通過した上位8案から投票により選出 （2位以下の順位は非公表） |
|      | Llets（レッツ）                | ライスインキ                   | 一次選考：2020年8月25日 - 9月30日 決選投票：2020年10月24日 - 11月10日 | 一次審査を通過した上位8案から投票により選出 （2位以下の順位は非公表） |
|      | iz→a!（イザ）                  | 薩摩の意地                     | 一次選考：2020年8月25日 - 9月30日 決選投票：2020年10月24日 - 11月10日 | 一次審査を通過した上位8案から投票により選出 （2位以下の順位は非公表） |
|      | Toy Box（トイボックス）        | やっさん                       | 一次選考：2020年8月25日 - 9月30日 決選投票：2020年10月24日 - 11月10日 | 一次審査を通過した上位8案から投票により選出 （2位以下の順位は非公表） |
|      | NEAR!（ニアー）                | とっつぁん                     | 一次選考：2020年8月25日 - 9月30日 決選投票：2020年10月24日 - 11月10日 | 一次審査を通過した上位8案から投票により選出 （2位以下の順位は非公表） |
|      | イソフラボンバーズ             | しふぉん                       | 一次選考：2020年8月25日 - 9月30日 決選投票：2020年10月24日 - 11月10日 | 一次審査を通過した上位8案から投票により選出 （2位以下の順位は非公表） |
|      | 王流乙系途（オールオッケーズ） | ヤンザンIT                     | 一次選考：2020年8月25日 - 9月30日 決選投票：2020年10月24日 - 11月10日 | 一次審査を通過した上位8案から投票により選出 （2位以下の順位は非公表） |
|      | フ・レ・フレッシュ             | あかみにく                     | 一次選考：2020年8月25日 - 9月30日 決選投票：2020年10月24日 - 11月10日 | 一次審査を通過した上位8案から投票により選出 （2位以下の順位は非公表） |

### 投票企画
部員10名を対象にした投票を随時実施し、1位を獲得した部員のソロ曲（後述）やフィギュアの作成を企画していたが後者に関しては連載中に実現しなかった。
| 部員                              | 援川千明   | 春原珠希 | 古村伊織   | 水城アリサ | 川端華     | 長宮小町   | 真田歩     | 山科ほたる | 瑞野磨子   | 入野沢さくら |
| --------------------------------- | ---------- | -------- | ---------- | ---------- | ---------- | ---------- | ---------- | ---------- | ---------- | ------------ |
| 第1回応援団長 一斉投票            | 1位        | 5位      | 3位        | 4位        | 9位        | 8位        | 6位        | 2位        | 7位        | 10位         |
| 2代目応援団長 一斉投票            | 9位        | 3位      | 2位        | 7位        | 6位        | 10位       | 5位        | 1位        | 8位        | 4位          |
| Qaceソロ選抜 総選挙               | 5位        | 4位      | 1位        | 7位        | 3位        | 6位        | 9位        | 2位        | 10位       | 8位          |
| TOD第2戦 ソロ選抜投票             | （非公表） | 1位      | （非公表） | （非公表） | （非公表） | （非公表） | （非公表） | （非公表） | （非公表） | （非公表）   |
| ユニット衣装ベスト ドレッサー投票 | （非公表） | 2位      | （非公表） | 1位        | （非公表） | 3位        | （非公表） | （非公表） | （非公表） | （非公表）   |

2021年6月度投票選択（メドレーユニット案）
トップオブダイヤモンドの初戦でメンバー10名を3組のユニットに分けてメドレーを披露することになり、A案とB案のどちらを採用するか読者投票を行った。
| 採否 | 案  | ユニット構成 | 選出方法                                                                 |
| ---- | --- | --- | ------------------------------------------------------------------------ |
|      | A案 | - 情熱シャランラ（伊織、千明、ほたる） - V:umpire（アリサ、珠希、さくら） - 放課後ジェットコースター（歩、小町、磨子、華） | 投票：2021年6月22日 - 7月2日 A案とB案の2択で公式サイトからオンライン投票 |
| Yes  | B案 | - HAPPY HAPPY HONEY（磨子、千明、歩、小町） - ラピスラズリ（伊織、アリサ、ほたる） - Chiff♡n（珠希、華、さくら）           | 投票：2021年6月22日 - 7月2日 A案とB案の2択で公式サイトからオンライン投票 |

## 音楽

### イメージソング
GO! FIGHT! WIN! GO FOR DREAM!
作詞：結城アイラ、作曲・編曲：芳賀政哉、歌：NOW ON AIR
NOW ON AIRの5thシングル。

### 応援歌
本作ではユニットとして発売するシングルを「応援歌」と称しており、発売順に「1st応援歌」「2nd応援歌」……という独自のナンバリングが使用される。また、応援歌のc/w曲として「応援団長一斉投票」で1位を獲得した部員のキャラクターソングが作成される。
メインキャスト10名の声優ユニットとしての名義は読者投票により決定したQace（カッセ）だが、1st応援歌では便宜上「Cheer球部！」がアーティスト名として扱われていた。
|           | 発売日         | タイトル                 | アーティスト名 | c/w             | 部員（声）               | 規格品番   | 備考                                                  |
| --------- | -------------- | ------------------------ | -------------- | --------------- | ------------------------ | ---------- | ----------------------------------------------------- |
| 1st応援歌 | 2020年11月25日 | HIT & CHEER!             | Cheer球部！    | 全力オーライっ☆ | 援川千明（伊藤梨花子）   | LACM-24068 | ドラマCDパート「Cheer球部、はじまるよ！」 1 - 3話収録 |
| 2nd応援歌 | 2021年3月31日  | ダイヤみたいなGLORY DAYS | Qace           | OVERFLY         | 山科ほたる（古川未央那） | LACM-24089 | ドラマCDパート「お花見に行こうよ！」 1 - 4話収録      |

1st応援歌「HIT＆CHEER！」
作詞：安藤紗々、作曲：本多友紀（Arte Refact）、編曲：脇眞富（Arte Refact）、歌：Cheer球部！
楽曲内のクラリネットは川端華役（当時）の鈴木陽斗実が演奏していた。
全力オーライっ☆
作詞：安藤紗々、作曲：本多友紀（Arte Refact）、歌：援川千明（伊藤梨花子）
連載第1回の掲載号発売と同日から雑誌・ウェブで「第1回応援団長一斉投票」を実施し、この時の投票で1位を獲得した千明を「初代応援団長」としてソロ曲が作成された。
2nd応援歌「ダイヤみたいなGLORY DAYS」
作詞：安藤紗々、作曲・編曲：本多友紀（Arte Refact）、歌：Qace
投票企画によって決定したグループ名『Qace』（カッセ）名義で3月31日にリリース。
OVERFLY
作詞：安藤紗々、作曲：山本恭平（Arte Refact）、歌：山科ほたる（古川未央那）
2nd応援歌に合わせて実施された「2代目応援団長一斉投票」で1位を獲得した山科ほたるのソロ曲。

### 1st Battle CD
トップオブダイヤモンド編の進行に合わせて発売されるキャラクターソング集で、Qaceの10名が歌う全体曲・選抜投票で1位となった部員のソロ曲・対戦相手の楽曲により構成される。
|               | 発売日        | 曲名                 | アーティスト名（声）   | 規格品番   | 備考 |
| ------------- | ------------- | -------------------- | ---------------------- | ---------- | ---- |
| 1st Battle CD | 2021年9月29日 | Power of Voice       | Qace                   | LACM-24172 |      |
| 1st Battle CD | 2021年9月29日 | 輝きはここにある     | Fancy♡Pansy            | LACM-24172 |      |
| 1st Battle CD | 2021年9月29日 | イッツショータイム！ | 古村伊織（飯野美紗子） | LACM-24172 |      |

Power of Voice
作詞：安藤紗々、作曲・編曲：原田篤（Arte Refact）、歌：Qace
輝きはここにある
作詞：安藤紗々、作曲・編曲：酒井拓也・山本恭平（Arte Refact）、歌：Fancy♡Pansy
イッツショータイム!
作詞：安藤紗々、作曲・編曲：宮家智彦（Arte Refact）、歌：古村伊織（飯野美紗子）
「Qaceソロ選抜総選挙」で1位を獲得した伊織のソロ曲。

### ミニアルバム
|                                        | 発売日         | 曲名                                             | アーティスト名    | 規格品番   | 備考 |
| -------------------------------------- | -------------- | ------------------------------------------------ | ----------------- | ---------- | ---- |
| Cheer球部！ ユニットソングミニアルバム | 2021年12月22日 | レジェンダリー・ハッピー☆                        | Happy Happy Honey | LACM-15926 |      |
| Cheer球部！ ユニットソングミニアルバム | 2021年12月22日 | Deep Blue Moon                                   | ラピスラズリ      | LACM-15926 |      |
| Cheer球部！ ユニットソングミニアルバム | 2021年12月22日 | きづいてLovin'you 〜いちごとチョコになりたくて〜 | Chiff♡n           | LACM-15926 |      |
| Cheer球部！ ユニットソングミニアルバム | 2021年12月22日 | SHINE FOR YOU**                                  | SIRIUS**          | LACM-15926 |      |
| Cheer球部！ ユニットソングミニアルバム | 2021年12月22日 | 夢色のミザンセーヌ                               | Fancy♡Pansy       | LACM-15926 |      |

レジェンダリー・ハッピー☆
作詞：安藤紗々、作曲：本多友紀（Arte Refact）、編曲：河合泰志（Arte Refact）、歌：Happy Happy Honey
Deep Blue Moon
作詞：安藤紗々、作曲：本多友紀（Arte Refact）、編曲：河合泰志（Arte Refact）、歌：ラピスラズリ
きづいてLovin'you 〜いちごとチョコになりたくて〜
作詞：安藤紗々、作曲・編曲：Nika Lenz、歌：Chiff♡n
SHINE FOR YOU**
作詞：安藤紗々、作曲：小野寺祐輔、編曲：小野寺祐輔・脇眞富（Arte Refact）、歌：Sirius**
夢色のミザンセーヌ
作詞：安藤紗々、作曲・編曲：酒井拓也・山本恭平（Arte Refact）、歌：Fancy♡Pansy

### 2nd Battle CD
トップオブダイヤモンド2回戦と前年に生徒会がSIRIUS**と対決した時の楽曲、読者投票で1位を獲得した珠希のソロ曲。HJの連載打ち切りにより、このCDの発売を以て読者参加企画は終了する。
|               | 発売日        | 曲名                          | アーティスト名（声） | 規格品番   | 備考 |
| ------------- | ------------- | ----------------------------- | -------------------- | ---------- | ---- |
| 2nd Battle CD | 2022年3月30日 | 薄紅のカノン                  | Qace                 | LACA-15943 |      |
| 2nd Battle CD | 2022年3月30日 | アーティスティック☆ドリーマー | 水陸VENUS            | LACA-15943 |      |
| 2nd Battle CD | 2022年3月30日 | シリウス                      | SIRIUS**             | LACA-15943 |      |
| 2nd Battle CD | 2022年3月30日 | 青春期オセロ                  | 咲部ヶ丘高校生徒会   | LACA-15943 |      |
| 2nd Battle CD | 2022年3月30日 | So Far                        | 春原珠希（田中有紀） | LACA-15943 |      |

薄紅のカノン
作詞：安藤紗々、作曲・編曲：本多友紀（Arte Refact）、歌：Qace
アーティスティック☆ドリーマー
作詞：安藤紗々、作曲・編曲：酒井拓也（Arte Refact）、歌：水陸VENUS
シリウス
作詞：安藤紗々、作曲：山本恭平（Arte Refact）、編曲：水野谷怜（Arte Refact）、歌：SIRIUS**
青春期オセロ
作詞：安藤紗々、作曲・編曲：酒井拓也・山本恭平（Arte Refact）、歌：咲部ヶ丘高校生徒会
So Far
作詞：安藤紗々、作曲・編曲：Nika Lenz（Arte Refact）、歌：春原珠希（田中有紀）
「TOD第2戦ソロ選抜総選挙」で1位を獲得した珠希のソロ曲。

## 漫画
よんこまQace!
2021年7月21日から2022年3月31日までTwitter公式アカウントで連載していた4コマ漫画。作者はギミー。

## ラジオ番組
音泉で2020年7月25日から月1回ペースで配信されたインターネットラジオ番組。2021年4月に雑誌連載が新章へ移行したのに合わせて番組のリニューアルが行われた。

### Cheer球部! 全校応援ラジオ ちあたま、さくよ!
- 2020年7月25日 - 2021年3月25日（毎月1回更新、全9回）
- パーソナリティ：伊藤梨花子（援川千明役）、田中有紀（春原珠希役）、岩淵桃音（入野沢さくら役）
- 構成：福本岳史[2]

ゲスト
- 第4回：須藤叶希（水城アリサ役）
- 第5回：飯野美紗子（古村伊織役）
- 第8回：古川未央那（山科ほたる役）

### Cheer球部RADIO かっせ! かっせ! Qace!
- 2021年4月24日 - 2022年3月25日（毎月1回更新、全13回）
- パーソナリティ：伊藤梨花子（援川千明役）、田中有紀（春原珠希役）

ゲスト
- 第1回：藍本あみ（瑞野磨子役）
- 第2回：神戸光歩（長宮小町役）
- 第3回：片平美那（真田歩役）
- 第4回：飯野美紗子、須藤叶希、古川未央那（ラピスラズリ）
- 第5回：戸張琴子、逢来りん（Chiff♡n）
- 第6回：片平美那、神戸光歩、藍本あみ（HAPPY HAPPY HONEY）
- 第7回：高柳知葉（城崎ユリア役）
- 第8回：新田恵海（雪城亜耶羽役）
- 第9回：下地紫野（紅咲りお役）
- 第10回：駒形由梨（佐久間乃衣役）
- 第11回：周央サンゴ（白波瀬凪々海役）
- 第12回：星咲花那（白波瀬万裕役）、成瀬瑛美（白波瀬千裕役）
- 第13回：佐々木李子（白波瀬みらん役）

## 歴史
号数はHJのもの。
2020年6月号
読者参加企画『Cheer球部！』の予告を掲載。
2020年9月号
連載開始、部員10名のキャストを発表。
2020年7月24日
音泉でWebラジオ番組『ちあたま、さくよ！』第1回配信開始。
2020年8月5日
イメージソング『GO! FIGHT! WIN! GO FOR DREAM!』（NOW ON AIR）発売。
2021年1月号
1st応援歌『HIT&CHEER!』発売（「Cheer球部」名義）。西園寺鞠亜、橘カンナのキャスト発表。
2020年12月6日
『HIT&CHEER!』発売記念オンラインサイン会（3部制）開催。
2021年5月号
2nd応援歌『ダイヤみたいなGLORY DAYS』発売。以降、声優ユニットとしては「Qace」名義を使用。
2021年3月28日
オンライン開催されたAnimeJapan 2021で「『Cheer球部!』全校応援テレビ」を配信。
2021年6月号
第2部「トップオブダイヤモンド編」連載開始。川端華役の鈴木陽斗実が病気療養のため、戸張琴子にキャスト交代。
2021年5月29日
公式Twitterで毎月3回（9・19・29日）更新のミニオーディオドラマ「球（きゅう）の日ドラマ」配信開始。
2021年8月号
入野沢さくら役が岩淵桃音から逢来りんにキャスト交代。
2021年9月号
6月度投票でメドレーユニットがB案（HAPPY HAPPY HONEY、ラピスラズリ、Chiff♡n）に決定。
Twitter公式アカウントで「よんこまQace!」連載開始。
2021年10月号
Fancy♡Pansy（藤すみれ女学園演劇部）5名のキャスト公表。
2021年9月9日
YouTubeのランティスチャンネルで特別番組「スーパー球の日生放送 〜今夜は私たちにおまQace!〜」配信。SIRIUS**2名のキャスト公表。
2021年11月号
トップオブダイヤモンド（TOD）1回戦の読者投票開始（10月7日締切）。
2021年9月29日
1st Battle CD『Power of Voice / 輝きはここにある』発売。
2021年11月28日
1st Battle CD発売記念オンラインサイン会（3部制）開催。
2021年12月9日
ランティスチャンネルで特別番組「年末球の日生放送 〜今夜は私たちにおまQace!〜」配信。水陸VENUS（あさひ青空高校アルティメットコーラス部）4名のキャスト公表。
2021年12月22日
ユニットソングミニアルバム発売。
2022年5月号
「第1部完」として本誌連載終了。
2022年3月30日
2nd Battle CD『薄紅のカノン / アーティスティック☆ドリーマー』発売。
2022年3月31日
Twitterで『よんこまQace!』最終話を公開し、プロジェクト終了。